# Krakel Spektakel (film)

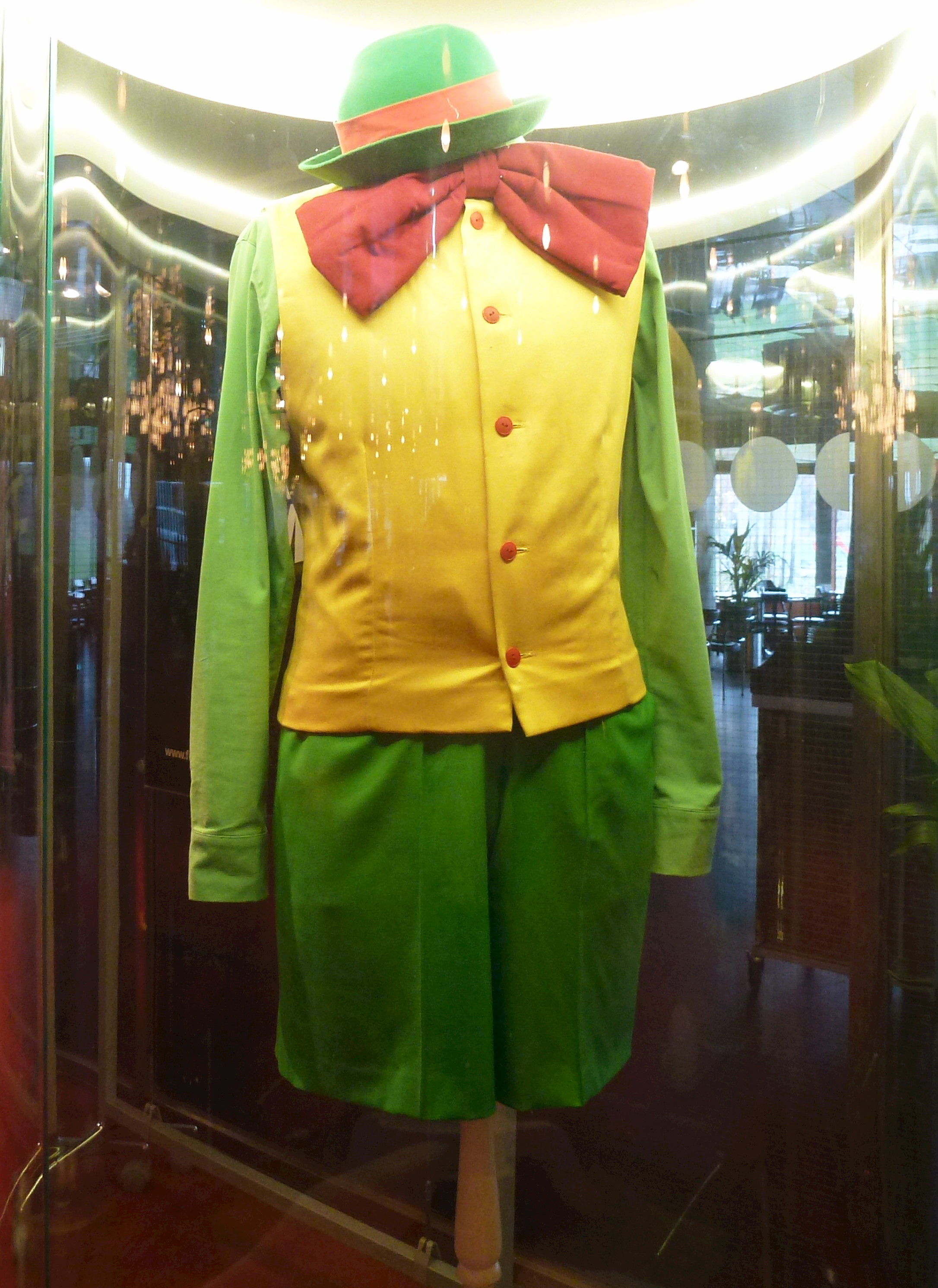
Krakel Spektakels kostym, utställd på Filmhuset, Stockholm.

Krakel Spektakel är en svensk musikalfilm från 2014 i regi av Elisabet Gustafsson. Filmen bygger på Lennart Hellsings kända verser och berättelser och i rollerna ses bland andra Lea Stojanov, Vanja Blomkvist och Anton Lundqvist.
Den hade biopremiär den 5 september 2014.

## Handling
Filmen handlar om lilla Annabell Olsson som är på spaning efter Trollkarlen som förvandlade sig till ett glas lemonad och drack upp sig själv. Efter 700 år är förtrollningen kanske på väg att brytas.

## Rollista
- Lea Stojanov – Annabell Olsson
- Vanja Blomkvist – farmor/gumman i månen/trollkarlen
- Anton Lundqvist – Krakel Spektakel
- Lina Ljungqvist – Kusin Vitamin
- Martin Eliasson – Opsis Kalopsis
- Andreas La Chenardière – pappa
- Vanna Rosenberg – mamma
- Carl Englén – munken Dinkelidunk
- Anki Larsson – Berit Blomkål
- Olof Wretling – herr Gurka
- Sven Björklund – broder Gurka
- Ika Nord – dilligenten
- Ivan Mathias Petersson – Peter Palsternack
- Shima Niavarani – Selma Selleri
- Michael Jonsson – Gabriel Gräslök
- Hakim Jakobsson – brunnsgubben
- Henrik Dorsin – kejsaren av Kina
- Ricky Danielsson – portvakten

## Produktion
Filmen producerades av Ulf Synnerholm för Filmlance International AB. Manus skrevs av Torbjörn Jansson och filmen fotades av Alex Lindén. Filmen spelades in i Studio Kronan i Luleå.